# Take It to the Head
Singles de DJ Khaled
It Ain't Over til' It's Ove
(2011) Cold
(2012)
Singles par Chris Brown
Right by My Side
(2012) Sweet Love
(2012)
Singles par Rick Ross
Think Like a Man
(2012)
Singles par Nicki Minaj
Right by My Side
(2012) Beez in the Trap
(2012)
Singles par Lil Wayne
Faded
(2012) HYFR (Hell Ya Fucking Right)
(2012)
Take It to the Head est une chanson du producteur américain DJ Khaled, sorti en tant que premier single de son sixième album studio, Kiss the Ring. Comme à son habitude, Khaled invite de nombreux artistes sur son morceau, dont le chanteur américain Chris Brown ainsi que les rappeurs américains Rick Ross, Nicki Minaj et Lil Wayne.

## Développement
Le morceau a été publié via le Twitter de DJ Khaled le 26 mars 2012.

## Classement
| Classement (2012)              | Meilleure position |
| ------------------------------ | ------------------ |
| États-Unis (Hot 100)           | 63                 |
| États-Unis (R&B/Hip-Hop Songs) | 48                 |
| États-Unis (Rap Songs)         | 23                 |

## Historique de sortie
| Pays       | Date          | Formats                | Label                                                   |
| ---------- | ------------- | ---------------------- | ------------------------------------------------------- |
| États-Unis | 3 avril 2012  | Téléchargement digital | We the Best, Terror Squad, Cash Money, Universal Motown |
| États-Unis | 10 avril 2012 | Diffusion radio        | We the Best, Terror Squad, Cash Money, Universal Motown |